# Roland Petit Ballet
Roland Petit Ballet (с фр. — «Балет Рола́на Пёти́») — распространённое название поставленной Роланом Пёти хореографической программы в трёх частях, которая объединила культурные достижения разных стран и эпох: поэзию Владимира Маяковского и Уильяма Блейка, танцевальное мастерство Майи Плисецкой и Марсельского национального балета, музыку Прокофьева, Шостаковича, Мусоргского, Малера и группы Pink Floyd, искусство модельера Ива Сен-Лорана. Ролан Пёти выступил хореографом и художественным руководителем программы, а идею хореографических постановок, вдохновлённых поэзией Маяковского и Блейка, ему подсказали супруги Луи Арагон и Эльза Триоле (сестра Лили Брик).
Программа была задумана в начале 1970-х годов. Часть программы, основанная на музыке Pink Floyd, была завершена и показана публике в Марселе уже в ноябре 1972 года, а премьера полной программы состоялась в парижском «Дворце спорта» в начале 1973 года. Представления проводились 13—14, 20—21, 27—28 января и 3—4 февраля.

## Части программы

### Allumez les Étoiles
Первая часть программы была посвящена личности революционного поэта Владимира Маяковского. Название этой части (фр. Allumez les Étoiles — «Зажгите звёзды») является перефразированной цитатой из стихотворения «Послушайте!»: «Ведь, если звёзды зажигают — /Значит — это кому-нибудь нужно?».
Образ Маяковского в разные периоды жизни был воплощён на сцене разными танцорами труппы «Балета Марселя»: в амплуа «буревестника революции» выступил Войтек Ловский (фр. Woytek Lowski); Дени́ Ганьо (фр. Denys Ganio) изображал молодого поэта, в которого влюблена Лиля Брик в исполнении Барбары Малиновской (фр. Barbara Malinowska). Сам Ролан Пёти изобразил Маяковского в последние годы жизни. Лейтмотивом этого фрагмента было самоубийство поэта. Для исполнения роли хореограф специально обрил голову — образ поэта с обритой головой, запечатлённый в фотопортретах работы Александра Родченко, также был предложен супругами Арагон.
Для музыкального сопровождения этой части программы были использованы фрагменты произведений Прокофьева, Шостаковича и Мусоргского.
Декорации к постановке, выполненные в виде изобилия красных революционных лозунгов-транспарантов, были расценены канадскими властями как использование коммунистической символики, и послужили причиной запрета гастрольных показов «Балета Ролана Пёти» в Канаде.

### La Rose Malade
Вторая часть программы была вдохновлена стихотворением Уильяма Блейка «Больная роза» (англ. The Sick Rose, фр. La Rose Malade). Центральную роль в постановке Ролан Пёти отвёл Майе Плисецкой. Предварительная договорённость о её участии была достигнута во время короткой встречи в Париже, однако из-за напряжённого графика работы у Плисецкой не было возможности приехать в Марсель для репетиций, поэтому Пёти и предполагаемый партнёр Плисецкой Руди Бриан (фр. Rudy Bryans) сами приехали для пробных репетиций в Москву. Когда стало ясно, что партнёры легко работают вместе, Луи Арагон написал специальное обращение Л. И. Брежневу, чтобы добиться разрешения на участие балерины в постановке на французской сцене. 1 января 1973 г. Плисецкая вылетела в Марсель для генеральных репетиций перед премьерными представлениями в парижском «Дворце спорта».
Постановка, выполненная под фрагменты 2-й и 5-й симфоний Малера, состояла из трёх актов. В первом акте «Сад любви» (без участия Плисецкой) шесть танцоров «Балета Марселя» изображали различные виды любви: между мужчиной и женщиной, между двумя женщинами, между двумя мужчинами.
Второй акт — дуэт в исполнении Майи Плисецкой и Руди Бриана — представлял собой 12-минутную постановку непосредственно по сюжету стихотворения Блейка. Впоследствии Плисецкая включила этот дуэт в свою концертную программу и исполняла его в разных странах мира с разными партнёрами.
В третьем акте, костюмы для которого разработал Ив Сен-Лоран, Майя Плисецкая выступала на сцене с шестью партнёрами-мужчинами.

### Pink Floyd Ballet
Первоначальная идея сотрудничества Ролана Пёти и Pink Floyd возникла в 1970 году, когда хореограф предложил группе создать совместную балетную программу на основе работы Марселя Пруста «В поисках утраченного времени». Эта идея не получила воплощения по ряду причин, в том числе из-за отсутствия у музыкантов времени на прочтение многотомной работы Пруста и из-за предполагаемых трудностей восприятия аудиторией Pink Floyd прустовской тематики.
В итоге к ноябрю 1972 года была создана более простая хореографическая постановка в четырёх актах на основе имевшейся музыки Pink Floyd:
1. One of These Days
2. Careful With That Axe, Eugene
3. Obscured by Clouds — When You’re In
4. Echoes

Группа играла на трёхметровом возвышении, установленном на сцене, перед которым выступали танцоры. Первые два акта задействовали всю труппу «Балета Марселя», а третий и четвёртый акты представляли собой постановку для солистов труппы Руди Бриана и Даниэль Жосси (фр. Danielle Jossi).
Впервые показ части Pink Floyd Ballet состоялся в ноябре 1972 года в Марселе. В концертном зале Валье (фр. Salle Valliers) 21—26 ноября было организовано пять представлений.
Во время выступлений в Марселе музыканты и танцоры столкнулись с непредвиденной проблемой: живое исполнение песни Careful With That Axe, Eugene традиционно изобиловало импровизациями и потому варьировалось по продолжительности, в то время как хореография была ориентирована на фиксированную длину записанной песни. Для живых выступлений с балетом группе пришлось выработать версию песни стандартной продолжительности, однако исполнение этой версии было затруднительным, так как музыканты не привыкли к подобным рамкам на концертах. Для ориентирования музыкантов на сцене рядом с пианино был помещён помощник, который следил за ритмом и на каждую четвёртую долю должен был поднимать карточку с номером текущего такта. На такте 256 группа должна была закончить играть, так как здесь кончалась хореографическая постановка.
Перед официальными премьерными показами в Париже полной программы «Балета Ролана Пёти», Pink Floyd и «Балет Марселя» провели 11 и 12 января во «Дворце спорта» репетиции, которые снимало французское телевидение. Фрагменты репетиций были показаны телезрителям 12 января, а спустя несколько лет, 19 декабря 1977 года, в эфир вышла полная 38-минутная программа.
Из-за запланированной студийной работы Pink Floyd не могли участвовать во всех представлениях, организованных в 1973 году в Париже, поэтому балетные представления 20—21 и 27—28 января проходили под фонограмму.
Ролан Пёти пытался и в дальнейшем привлекать Pink Floyd к подобным проектам, что, однако, не дало плодов. В определённый момент предлагалось создание музыкально-хореографически-кинематографического произведения с участием Рудольфа Нуреева и Романа Полански, обсуждалось возвращение к прустовским мотивам, использование тематики «Франкенштейна» и «Тысячи и одной ночи», но, по воспоминаниям музыкантов, никто не имел чёткого представления, что предполагается делать практически, к тому же музыканты не чувствовали заинтересованности в долгом пребывании в атмосфере балетной богемы.